# Grumman TBF Avenger
Grumman TBF Avenger (poznat i pod oznakom TBM za zrakoplove koje je po licenci proizvodila tvrtka General Motors) je bio torpedni bombarder razvijen tijekom Drugog svjetskog rata prvenstveno za američku ratnu mornaricu i američke marince. U uporabu je ušao 1942. godine i prvo djelovanje je imao tijekom Bitke za Midway.

## Dizajn i razvoj
Douglasov TBD Devastator bio je primarni torpedni bombarder američke mornarice, uveden još 1935. godine, no zastario već 1939. godine i stoga je trebalo pronaći adekvatnu zamjenu za istoga. Nekoliko tvrtki se uključilo u natječaj za njegovu zamjenu, a pobijedio je Grummanov dizajn - TBF. Dizajniran od Leroya Grummana, prvi prototip je nazvan XTBF-1. Iako se jedan od prva dva prototipa srušio u blizini mjesta Brentwood, proizvodnja se ipak ubrzano nastavila.
Grummanov prvi torpedni bombarder je bio najteži jednomotorni zrakoplov Drugog svjetskog rata i bio je također prvi zrakoplov na kojem je predstavljen novi mehanizam za sklapanje krila s ciljem dobivanja dodatnog prostora na nosačima zrakoplova. F4F-4 i kasnije inačice Wildcata su posjedovale sličan mehanizam, kao i F6F Hellcat.  Motor zrakoplova je bio Wright R-2600-20 koji je proizvodio 1.900 KS/1.417 kW. Posadu su činila tri člana: pilot, stražnji strijelac i radio operater/bombarder/donji strijelac.
Tijekom Bitke za Midway sve tri torpedne grupe s nosača USS Hornet (CV-8), USS Enterprise (CV-6) i  USS Yorktown (CV-5) su pretrpjele ogromne gubitke. Jedna grupa je imala tek jednog preživjelog člana posade. Prva pošiljka Avengera je pristigla na nosače tek nekoliko sati prije negoli će isti isploviti iz Pearl Harbora (dok je 6 zrakoplova sudjelovalo u bitci djelujući izravno s otočja Midway, od čega je 5 oboreno, a jedan se vratio teško oštećen bez jednog člana posade koji je poginuo).
Avenger je imao veliki spremnik bombi ispod trupa u kojem je mogao nositi jedan Mark XIII torpedo, ili jednu bombu od 907 kg ili 4 bombe od 227 kg. S dobrom radio opremom, dobrim upravljanjem i velikim doletom Avenger je bio bolji od bilo kojeg prethodnog američkog torpednog bombardera, kao i od konkurentskog japanskog Nakajima B5N "Kate". Kasnije inačice Avengera su nosile radarsku opremu za protupodmorničko djelovanje kao i za rana upozorenja od nailaska neprijatelja. Kako je radarska oprema u to vrijeme bila na početku svog razvoja i vrlo nezgrapna, tako je Avenger bio jedini zrakoplov sposoban da se ista ugradi u njega, što nije bilo moguće na manjim i bržim lovačkim zrakoplovima.
Mornari na pratećim nosačima zrakoplova su smatrali Avengera lakom metom zbog njegove veličine i skromnih manevarskih sposobnosti u odnosu na F4F Wildcat.

## Operativna uporaba
Popodne 7. prosinca 1941. godine tvrtka Grumman je održavala ceremoniju otvaranja nove tvornice i predstavljanja TBF-a javnosti. Istog dana Japanci su napali Pearl Harbor.  Nakon toga tvornica je krenula s proizvodnjom i početkom lipnja 1942. godine mornarici je isporučeno više od 100 komada zrakoplova, od kojih je većina stigla prekasno da bi sudjelovala u bitci za Midway.
No, 6 zrakoplova TBF-1 je bilo prisutno na otočju Midway u sastavu torpedne eskadrile broj 8 (VT-8), dok je ostatak eskadrile letio na Devastatorima s nosača USS Hornet. Nažalost, i jedni i drugi su doživjeli teške gubitke sa samo jednim preživjelim zrakoplovom, no ipak im se pripisuju zasluge za odvraćanje pozornosti Japancima s obrušavajućih bombardera SBD Dauntless.
Autor Gordon Prange u knjizi „Miracle at Midway“ tvrdi da su zastarjeli Devastatori i nedostatak novih zrakoplova doprinijeli tome što s istima nije postignuta potpuna pobjeda kod Midwaya (umjesto toga 4 japanska nosača su potopili obrušavajući bombarderi). Ostali navode da su uzrok neuspjeha torpednih bombardera bili neiskusni američki piloti i nedostatak potpore lovaca. Kasnije tijekom rata poboljšanom zračnom superiornošću, koordinacijom napada i s iskusnijim pilotima Avengeri su postali sposobni za obnašanje ključnih uloga u sljedećim bitkama protiv japanskih snaga.
Dana 24. kolovoza 1942. godine odigrala se iduća velika pomorska bitka - Bitka u Istočnim Solomonima. Dvadeset četiri Avengera s nosača USS Saratoga (CV-3) i USS Enterprise (CV-6) su uspjeli potopiti japanski nosač „Ryūjō“ te oboriti jedan zrakoplov uz gubitak 7 Avengera.
To je bila prva značajna „nagrada“ za TBF-ove (kojima je ime Avenger dodijeljeno u studenom 1941. godine), 
Iduća bitka je bila ona za Guadalcanal u studenome 1942. godine kada su marinski i mornarički Avengeri pomogli pri potapanju japanskog bojnog broda „Hiei“.
Nakon stotine proizvedenih primjeraka originalnih TBF-1 modela, s proizvodnjom je započela inačica TBF-1C s dodatnim prostorom unutrašnjih spremnika goriva, kao i onih koji su se montirali ispod krila, što mu je udvostručilo dolet. Do 1943. godine Grumman se počeo prebacivati na proizvodnju lovca F6F Hellcat, dok je proizvodnja Avengera prepuštena tvrtki „Eastern Aircraft Division of General Motors“. Njihovi Avengeri su nosili oznaku TBM.  Sredinom 1944. godine započela je proizvodnja inačice TBM-3, koja je postala najbrojnija inačica (oko 4600 proizvedenih primjeraka, iako je i većina starih Avengera dočekala kraj rata u službi.
Usprkos tradicionalnoj ulozi napada brodova torpedima, Avengeri su uspjeli potopiti i tridesetak podmornica.
U lipnju 1943. godine budući predsjednik SAD-a George H. W. Bush je postao najmlađi mornarički pilot tog vremena. Dok je letio na TBM-u iz eskadrile VT-51 s pratećeg nosača USS San Jacinto (CVL-30), njegov TBM je oboren 2. rujna 1944. godine iznad otoka Chichi Jima.
Još jedan poznati pilot Avengera je bio glumac Paul Newman, koji je letio kao stražnji strijelac, jer nije uspio proći obuku za pilota budući je bio daltonist. Newman je služio na pratećem nosaču USS Hollandia (CVE-97|2) te je bio udaljen oko 500 km od Japana kada je zrakoplov Enola Gay ispustio prvu atomsku bombu na grad Hiroshimu.
Avenger je sudjelovao u potapanju dva japanska super bojna broda „Musashi“ i „Yamato“.
Avengere je koristila i Britanska kraljevska ratna mornarica u početku pod nazivom „Tarpon“ koje je kasnije promijenjeno u Avenger. Prva 402 zrakoplova pod oznakom Avenger Mk I, 334 Grummanova TBM-1 kao Avenger Mk II i 334 TBM-3 kao Mark III.
Uz SAD i Veliku Britaniju jedini korisnik Avengera u Drugom svjetskom ratu bio je još samo Novi Zeland.
Tijekom rata je američki aeronautički istraživački centar (NACA) upotrijebio Avengera u opširnom istraživanju otpora strujanja zraka u zračnom tunelu njihovog velikog istraživačkog centra u Langleyu (Langley Research Center). Ispitivanja su pokazala impresivne rezultate o tome kada praktični zrakoplov nije morao biti „praktičan“.
100 mornaričkih TBM-3E su 1953. godine dostavljeni Velikoj Britaniji u sklopu zajedničkog obrambenog programa. Na iste je ugrađivana britanska oprema te su pod oznakom „Avenger AS.4“ isporučeni u nekoliko eskadrila. Isti su od 1954. godine zamjenjivani zrakoplovima Fairey Gannet i proslijeđeni u pričuvne eskadrile. Preživjeli zrakoplovi su naposljetku prebačeni Francuskoj mornarici tijekom 1957. – 1958. godine.
Jedna od glavnih poslijeratnih korisnika Avengera bila je Kraljevska kanadska mornarica, koja je dobila 125 bivših američkih TBM-3E početkom pedesetih kako bi zamijenili zastarjele Fairey Firefly. 
98 kanadskih Avengera je preinačeno u protupodmorničke zrakoplove. Preinačeni Avengeri su označeni kao AS 3. Određeni broj ovih zrakoplova je kasnije opremljen velikim detektorom magnetskih anomalija (MAD) i označeni kao AS 3M. No u kanadskoj mornarici su već 1954. godine zamijenili „AS 3“ s S-2 Tracker, dok su Avengeri prebacivani u jedinice za obuku i službeno povučeni u lipnju 1960. godine.

## Civilna uporaba
Mnogi Avengeri su uspjeli ući u 21. stoljeće kao protupožarni ili avioni za zaprašivanje diljem Sjeverne Amerike, pogotovo u kanadskoj regiji New Brunswick.
Tvrtka Forest Protection Limited (FPL) iz grada Fredericton, New Brunswick je nekad posjedovala i upravljala najvećom civilnom flotom Avengera na svijetu. FPL koristiti Avengere 1958. godine nakon što su od mornarice kupili 12 TBM-3E. Najveći broj zrakoplova bio je u uporabi 1971. godine kada su 43 Avengera činila njihovu flotu. Tvrtka je prodala 3 Avengera 2004. godine (C-GFPS, C-GFPM i C-GLEJ) muzejima i privatnim kolekcionarima. Središnji šumarski muzej u New Brunswicku (engl. Central New Brunswick Woodsmen's Museum) posjeduje statični Avenger u svojoj zbirci. FPL-ov Avenger koji se srušio 1975. godine u jugozapadnom New Brunswicku kasnije su obnovili djelatnici muzeja Atlantic Canada Aviation i trenutno se nalazi u njihovom stalnom postavu. 
Tvrtka FPL još uvijek upravlja s 3 Avengera u 2009. godini, koji su prepravljeni u protupožarne avione i stacionirani na aerodromu Miramichi.
Postoji još nekoliko Avengera u privatnim kolekcijama širom svijeta.

## Inačice
TBF
- XTBF-1 – dva prototipa s R-2600-8 motorom
- TBF-1 – prvotna proizvodna serija, 2291 proizveden
- TBF-1C - TBF-1 s dvije strojnice 12,7mm u krilima i povećanim kapacitetom goriva
- TBF-1B – nacrti za Avengere za britansku Royal Navy
- TBF-1D - konverzija TBF-1 s centimetričnim radarom
- TBF-1CD – konverzija TBF-1C s centimetričnim radarom
- TBF-1E – konverzija TBF-1 s dodatnom elektroničkom opremom
- TBF-1J - TBF-1 opremljen za operacije u lošim vremenskim uvjetima
- TBF-1L - TBF-1 opremljen reflektorom na uvlačenje u spremniku bombi
- TBF-1P – konverzija TBF-1 za foto izviđanje
- TBF-1CP – konverzija TBF-1C za foto izviđanje
- XTBF-2 - jedna TBF-1 opremljen pokusnim XR-2600-10 motorom
- XTBF-3 - dva TBF-1 s motorom R-2600-20
- TBF-3 – planirana proizvodna inačica XTBF-3, otkazana

TBM
- TBM-1 – isti kao TBF-1, 550 proizvedenih
- TBM-1C – isti kao TBF-1C, 2336 proizvedena
- TBM-1D – konverzija TBM-1 s centimetričnim radarom
- TBM-1E – konverzija TBM-1 s dodatnom električnom opremom
- TBM-1J - TBM-1 opremljen za operacije pod svim vremenskim uvjetima
- TBM-1L - TBM-1 opremljen reflektorom na uvlačenje u spremniku bombi
- TBM-1P – konverzija TBM-1 za foto izvidničke zadatke
- TBM-1CP – konverzija TBM-1C za foto izviđanje
- TBM-2 - jedan TBM-1 s pokusnim motorom XR-2600-10
- XTBM-3 - četiri TBM-1C motorom R-2600-20
- TBM-3D – konverzija TBM-3 s radarom
- TBM-3E – konverzija TBM-3 s pojačanom konstrukcijom i radarom
- TBM-3H – konverzija TBM-3 s radarom za pretraživanje površine
- TBM-3J - TBM-3 opremljen za operacije pod svim vremenskim uvjetima
- TBM-3L - TBM-3 opremljen s reflektorom na uvlačenje u spremniku bombi
- TBM-3M - TBM-3 konverzija za lansiranje projektila
- TBM-3N - TBM-3 konverzija za noćne napade
- TBM-3P – fotoizvidnička konverzija TBM-3
- TBM-3Q – konverzija TBM-3 za elektroničke protumjere
- TBM-3R – transportna konverzija TBM-3 za 7 putnika
- TBM-3S – protupodmornička inačica TBM-3
- TBM-3U – inačica TBM-3 za vuču meta
- TBM-3W – protupodmornička konverzija TBM-3 s radarom APS-20
- XTBM-4 – 3 prototipa baziranih na TBM-3E
- TBM-4 – proizvodna inačica XTBM-4, 2141 otkazanih

Royal Navy Avenger
- Avenger Mk.I – (TBF-1) 400 isporučenih
- Avenger Mk.II – (TBM-1/TBM-1C), 334 isporučena
- Avenger Mk.III – (TBM-3), 222 isporučena
- Avenger Mk.IV – (TBM-3S), 70 otkazanih
- Avenger AS4 – (TBM-3S), 100 isporučenih nakon rata
- Avenger AS3 – preinačeni za protupodmorničko djelovanje, 98 preinačenih
- Avenger AS3M – s detektorom magnetskih anomalija

## Korisnici
- Brazil
- Francuska
- Japan
- Kanada
- Nizozemska
- Novi Zeland
- Ujedinjeno Kraljevstvo
- SAD
- Urugvaj

## Zanimljivosti
Najpoznatija zanimljivost vezana uz zrakoplov TBF Avenger je nestanak „Leta 19“ (engl. Flight 19), eskadrile od 5 Avengera koji su izgubljeni u prosincu 1945. godine, čime je započeo misterij poznat kao Bermudski trokut.

## Tehničke karakteristike (TBF Avenger)
Osnovne karakteristike
- posada: 3
- dužina: 12,48 m
- raspon krila: 16,51 m
- površina krila: 45,52 m2
- visina: 4,70 m

Letne karakteristike
- najveća brzina: 444 km/h
  - borbeni dolet: 1.610 km
- brzina penjanja: 10,5 m/s
- najveća visina leta: 9.170 m
- specifično opterećenje krila: 178 kg/m 2
- motor: 1× Wright R-2600-20 zvjezdasti motor
  - propeler: 1

Naoružanje
- naoružanje: 1 × 7,62 mm M1919 Browning strojnica u nosu (ranije inačice), 2 × 12,7 mm M2 Browning strojnice u krilima, 1 × 12,7 mm M2 Browning strojnica straga, 1 × 7,62 mm M1919 Browning strojnica u trupu, ispod repa, 907 kg bombi ili 1 x Mark XIII torpedo od 907 kg

## Vanjske poveznice
- The Avenger  Arhivirana inačica izvorne stranice od 30. travnja 2013. (Wayback Machine)
- Walkaround
- Raising Grumman
- History.navy.mil "Flight 19"  Arhivirana inačica izvorne stranice od 14. travnja 2006. (Wayback Machine)
- American Air Power Museum  Arhivirana inačica izvorne stranice od 17. listopada 2006. (Wayback Machine)